# مایکروسافت اسمال بیسیک
مایکروسافت اسمال بیسیک، یک نسخه ساده شده‌ای از زبان برنامه‌نویسی بیسیک است که توسط شرکت مایکروسافت ساخته شده‌است. این زبان دارای حداقل مفاهیم برنامه‌نویسی است و مایکروسافت ادعا می‌کند که برای آموزش زبان‌نویسی به افراد تازه‌کار مناسب است. این زبان تنها دارای ۱۴ کلمه کلیدی است و محیط کار آن هم تازه‌کارپسند بوده و دارای نمای ساده و واضحی است.
در این زبان برنامه‌نویسی امکان پیاده‌سازی انواع الگوریتم‌های محاسباتی، محاسبات عددی، شرط‌ها و ساختارهای حلقه تکرار، زیر برنامه ها، آرایه ها، برنامه‌های متنی، گرافیکی و رابط‌های گرافیکی وجود دارد.

## تاریخچه
اسمال بیسیک در ابتدا در سال ۲۰۰۸ توسط مایکروسافت معرفی شد و در سال ۲۰۱۱ در فضای وب در سایت MSDN منتشر شد که به همراه خود دارای یک برنامه آموزشی کامل، یک راهنمای شروع به کار و چند کتاب الکترونیک است.
مایکروسافت اسمال بیسیک در آزمایشگاه‌های مایکروسافت طراحی شده و به عنوان یک پیش‌نمایش تکنولوژی در اکتبر ۲۰۰۸ منتشر شد. مخاطبان این زبان، تمام افرادی است که قصد شروع یادگیری برنامه‌نویسی را دارند که هم شامل کودکان و هم بزرگ‌سالان است. اسمال بیسیک به دانش‌آموزان کمک می‌کند که پایه‌های برنامه‌نویسی را یاد بگیرند و سپس برای یادگیری بیشتر به ویژوال بیسیک مهاجرت کنند.
اولین آزمایش‌ها به‌طور مؤفقیت‌آمیز با تعدادی از دانش‌آموزان دوره راهنمایی، که اکثراً فرزندان کارکنان مایکروسافت بودند، انجام شد. اسمال بیسیک همچنین به‌طور مؤفقیت‌آمیز به ۲۵ دختر دبیرستانی هم آموزش داده شد.

## زبان
در اسمال بیسیک، برنامه سنتی سلام دنیا به این شکل نوشته می‌شود:
```
TextWindow
.
WriteLine
(
"Hello World"
)

```

این زبان تورینگ‌کامل است و مفاهیمی مثل انشعاب شرطی و حلقه‌ها را پشتیبانی می‌کند. متغیرها، بدون نوع و پویا هستند و قوانین ناحیه دید وجود ندارد. این زبان از زیرروال‌ها و مدیریت رخداد هم پشتیبانی می‌کند.

### انشعاب شرطی
مثال زیر، انشعاب شرطی را نشان می‌دهد. این برنامه دمای هوا به درجه فارنهایت را می‌گیرد و در مورد آن توضیحی می‌دهد.
```
TextWindow
.
Write
(
"Enter the temperature today (in F): "
)

temp
 
=
 
TextWindow
.
ReadNumber
()

If
 
temp
>
 
100
 
Then

  
TextWindow
.
WriteLine
(
"It is pretty hot."
)

ElseIf
 
temp
>
 
70
 
Then

  
TextWindow
.
WriteLine
(
"It is pretty nice."
)

ElseIf
 
temp
>
 
50
 
Then

  
TextWindow
.
WriteLine
(
"Don't forget your coat."
)

Else

  
TextWindow
.
WriteLine
(
"Stay home."
)

EndIf

```

### حلقه
این مثال، حلقه را نشان می‌دهد. این برنامه از یک شروع می‌کند و هر عدد را در چهار ضرب کرده و نمایش می‌دهد و این کار را تا ده ادامه می‌دهد.
```
TextWindow
.
WriteLine
(
"Multiplication Tables"
)

table
 
=
 
4

For
 
i
 
=
 
1
 
to
 
10

  
TextWindow
.
WriteLine
(
i
 
+
 
" × "
 
+
 
table
 
+
 
" = "
 
+
 
table
 
*
 
i
)

EndFor

```

### نوع داده‌ها
این زبان از نوع داده‌های پایه‌ای مثل اعداد صحیح، رشته‌ها و اعداد اعشاری پشتیبانی می‌کند.
در این مثال، برنامه نام و سن کاربر را می‌پرسد و به کاربر می‌گوید که در پنج سال آینده، چندساله خواهد بود. در اینجا با سن به شکل عدد صحیح برخورد می‌شود و اجازه دریافت حروف را نمی‌دهد.
```
TextWindow
.
WriteLine
(
"Enter your name:"
)

name
 
=
 
TextWindow
.
Read
()

TextWindow
.
Write
(
"Enter your age: "
)

age
 
=
 
TextWindow
.
ReadNumber
()

TextWindow
.
WriteLine
(
"Hello "
 
+
 
name
 
+
 
"!"
)

TextWindow
.
WriteLine
(
"In 5 years you will be "
 
+
 
(
 
age
 
+
 
5
 
)
 
+
 
" years old!"
)

```

اسمال بیسیک همه انواع داده‌ها، حتی آرایه‌ها، را به شکل رشته‌ها ذخیره می‌کند. بنابراین رشته‌هایی که حاوی عدد هستند را می‌توان به عنوان عدد استفاده کرد.
```
TextWindow
.
WriteLine
(
Math
.
log
(
"100"
))
 
'عدد ۲ را چاپ می‌کند

TextWindow
.
WriteLine
(
"100"
 
+
 
"3000"
)
 
' ۳۱۰۰ را چاپ می‌کند

TextWindow
.
WriteLine
(
"Windows "
 
+
 
8
)
 
' عبارت Windows 8 را چاپ می‌کند

TextWindow
.
WriteLine
(
Text
.
GetLength
(
1023.42
))
 
' عدد ۷ را چاپ می‌کند که تعداد کاراکترها (عددها و ممیز) است

```

در مثل دوم، هر دو رشته عدد هستند و بنابراین جمع عددی می‌شوند. برای چسباندن دو رشته به هم (تا جواب ۳۰۰۰۱۰۰ حاصل شود)، باید از Text.Append(text1, text2) استفاده کرد.

## کتابخانه‌ها

### کتابخانه استاندارد
اسمال‌بیسیک دارای یک کتابخانه استاندارد است، که با در نظر گرفتن هدف آموزشی مقدماتی زبان، کتابخانه گسترده‌ای است. این کتابخانه، کلاس‌های پایه‌ای که از یک کتابخانه انتظار می‌رود، مثل ایجاد و خواندن فایل‌ها، را دارد و حتی دارای Turtle (برگرفته از زبان برنامه‌نویسی لوگو) و همچنین قابلیت دریافت تصاویر از فلیکر نیز هست.
از آنجایی که این زبان برای آموزش است، کار دریافت تصاویر از فلیکر در آن، بسیار ساده‌تر شده است، که در مثال زیر هم دیده می‌شود.
```
For
 
i
 
=
 
1
 
To
 
10

  
pic
 
=
 
Flickr
.
GetRandomPicture
(
"mountains"
)

  
Desktop
.
SetWallPaper
(
pic
)

  
Program
.
Delay
(
10000
)

EndFor

```

### کتابخانه‌های شخص ثالث
اسمال بیسیک اجازه استفاده از کتابخانه‌های ساخته شده توسط دیگران را هم می‌دهد. این کتابخانه‌های باید به یک زبان همگون با زبان اجرای مشترک مایکروسافت (CLR) نوشته شده باشند و کلاس‌هایی که قرار است توسط اسمال‌بیسیک استفاده شوند، باید ایستا (static) بوده و با یک ویژگی مشخص شده باشند که نشان‌دهنده این است که اسمال‌بیسیک قرار است از آن استفاده کند. توابع، ویژگی‌ها و متغیرهای این کلاس‌ها، باید یک نوع داده اولیه‌ای که در کتابخانه استاندارد اسمال بیسیک وجود دارد را برگردانند.
یک نمونه از کلاسی که قرار است در اسمال بیسیک از آن استفاده شود، در زیر آمده‌است که به زبان سی شارپ نوشته شده‌است.
```
[SmallBasicType]

public
 
static
 
class
 
ExampleSBClass

{

  
public
 
static
 
Primitive
 
Add
(
Primitive
 
A
,
 
Primitive
 
B
)

  
{

    
return
 
A
 
+
 
B
;

  
}

  
public
 
static
 
Primitive
 
SomeProperty
 
{
 
get
;
 
set
;
 
}

  
public
 
static
 
Primitive
 
Pi

  
{

    
get

    
{

      
return
 
(
Primitive
)
3.14159
;

    
}

  
}

}

```

## لاک‌پشت
اسمال بیسیک، یک کتابخانه گرافیکی لاکپشت هم دارد که ایده‌اش از زبان برنامه‌نویسی لوگو گرفته شده‌است. به عنوان مثال با کد زیر می‌توان یک مربع را با استفاده از لاک‌پشت کشید:
```
For
 
i
 
=
 
1
 
to
 
4

  
Turtle
.
Move
(
100
)

  
Turtle
.
TurnRight
()

EndFor

```